# Вережун
Вережу́н — озеро на западе Тверской области России, в бассейне реки Западная Двина. Площадь — 5,2 км², длина — 4,1 км, ширина до 2,1 км. Высота над уровнем моря — 173 метра, длина береговой линии 13 километров.
Озеро имеет округлую форму, слегка вытянуто с северо-запада на юго-восток. Разделено на две части большим и узким полуостровом, начинающимся на северном берегу около деревни Вережуни. Берега сухие, высокие, несколько небольших деревень. Происхождение озера моренно-подпрудное.
В озеро впадает несколько речек, сток из озера находится в его юго-восточной части через короткую протоку длиной в несколько сот метров, впадающую в Западную Двину.
Озеро популярно у рыбаков и отдыхающих. По имени озера названы находящиеся недалеко от него Вережунские пороги на Западной Двине.
В южную часть озера впадает водоток без названия.